# 库郁寺
库郁寺，又译“苦郁寺”，位于西藏自治区日喀则市萨嘎县昌果乡库郁村，是一座藏传佛教噶举派寺院。

## 简介
库郁寺位于西藏自治区日喀则市萨嘎县昌果乡库郁村，在县城偏南方向，距离县城165公里，创建于1572年，为藏传佛教噶举派寺院。
2012年12月25日，中共萨嘎县委召开“2012年和谐模范寺庙暨民族团结进步表彰大会”，萨嘎边防大队库郁寺、布扎寺驻寺民警获评为“优秀驻寺民警”，雄如边防派出所获评为“民族团结先进集体”。
2013年，萨嘎县人民政府对萨嘎县布扎寺、库郁寺、努贡寺、土庆寺公路工程项目进行招标。